# 虫鹿神社
虫鹿神社（むしかじんじゃ）は、愛知県犬山市にある神社である。式内社（尾張国丹羽郡）である。

## 概略
創建時期は不明。虫鹿天神、三明神社とも称していたという。
元々は尾張国丹羽郡入鹿村に鎮座していた。江戸時代初期、尾張藩の新田開発のために灌漑用溜池（入鹿池）が建設されることになり、入鹿村は水没することになる。入鹿村の人々は周辺地域に移住となり、虫鹿神社も移転となる。
1632年（寛永9年）、入鹿池造成が開始される。虫鹿神社は入鹿村の人々が最も多く移住した場所である前原新田への移転が決まり、1635年（寛永12年）に現在地に遷座する。
現在の社殿はこの移転時の建物という。
1868年（明治元年）、村社となる。

## 祭神
- 国常立尊
- 国狹槌尊
- 豊斗渟尊
- 天照大神
- 菊理媛命

## 所在地
- 愛知県犬山市前原向屋敷62

## 交通機関
- 岐阜バス明治村線「前原新向」バス停下車、徒歩5分